# 釋不可思議
不可思議（？－？），朝鮮半島统一新罗時代慶州零妙寺（靈妙寺）的佛教僧人，於唐開元年間來華，師事「開元三大士」之一的善無畏學習密法。他依據善無畏的講解及參考一行的《大日經疏》，為唐密根本經典《大日經》撰寫了《大毘盧遮那經供養次第法疏》（又稱《大日經供養次第法疏》）兩卷，今存。此疏除了闡釋密宗的教義和供養法之外，也記錄了善無畏來華之前在印度的前半生事蹟，是有價值的傳記資料。
不可思議之後的事蹟不明。但高麗時代古籍《三國遺事》卷4記載，新羅僧人真表曾於上元元年（760年）、大曆元年（766年）兩度「詣保安縣，入邊山不思議房」求法。學者呂建福認為，此「不思議房」可能就是不可思議或其弟子傳法之處。當時的保安縣今屬韓國全羅北道扶安郡，如果呂說為真，則不可思議後來返回了新羅。

## 相關文獻
- 《佛學大辭典》不可思議條目
- 《佛光大辭典》不可思議條目
- 呂建福《中國密教史（二）》，空庭書苑，2011